# ارو سالونن
ارو سالونن (فنلاندی: Eero Salonen; ۲۵ ژوئیهٔ ۱۹۳۲ – ۲۲ مهٔ ۲۰۰۶) بازیکن بسکتبال اهل فنلاند بود. وی در بازی‌های المپیک تابستانی ۱۹۵۲ حضور داشته‌است.